# Platysoma incurvatum
Platysoma incurvatum är en skalbaggsart som beskrevs av Lewis 1909. Platysoma incurvatum ingår i släktet Platysoma och familjen stumpbaggar. Inga underarter finns listade i Catalogue of Life.